# Prawo lew łącznych
Prawo lew łącznych (ang. "law of total tricks", znane także jako "TNT" lub "the LAW") zostało pierwotnie opracowane przez francuskiego teoretyka brydża Jean-Rene Vernes w 1969 r., a spopularyzował je amerykański ekspert Larry Cohen w wydanej w 1992 r. książce "To Bid or Not to Bid: The LAW of Total Tricks". Wbrew nazwie, nie jest to "prawo" ale raczej zbiór obserwacji i sugestii bazowanych na analizie statystycznej wielu rozdań.  Według prawa – łączna liczba lew dostępnych w danym rozdaniu stanowi sumę długości najlepszych fitów trzymanych przez obie pary.  Na przykład, jeżeli w danym rozdaniu para NS ma ośmiokartowy fit pikowy, a para EW ma dziewięciokartowy fit kierowy, to w rozdaniu jest 17 lew łącznych. Statystycznie oznacza to, że jeżeli w tym rozdaniu NS mogą wziąć 10 lew w ich ficie pikowym, to EW mogą tylko siedem lew w ich ficie kierowym (10 + 7 = 17).
Prawo sprawdza się najlepiej w rozdaniach w których obie strony mają podobną siłę honorową (mniej, więcej po 20 PH). W innych sytuacjach prawo sugeruje jak liczyć różnego typu odchyłki ujemne i dodatnie w celu prawidłowego wyliczenia liczby "lew całkowitych".
Pochodną prawa jest reguła, iż "w licytacjach dwustronnych należy licytować tylko do takiej wysokości jaka jest dyktowana przez łączną liczbę kart w naszym ficie", tzn. z fitem ośmiokartowym powinniśmy walczyć tylko do wysokości dwóch (osiem lew), z fitem trzykartowym do wysokości trzech (9 lew) itd.
W 2002 r. szwedzki ekspert Anders Wirgren w artykule zamieszczonym w "ACBL Bridge Bulletin" podał w wątpliwość prawo udowadniając, że w formie spopularyzowanej przez Cohena sprawdza się ono tylko w 35%-40% rozdań. Larry Cohen nadal jednak uważa, iż prawo jest użyteczną pomocą przy podejmowaniu decyzji przy stoliku jeżeli tylko pary je stosujące będę zawsze brały pod uwagę odpowiednie odchyłki i prawidłowo je używały.
Prawo stanowi podstawę różnych konwencji licytacyjnych, takich jak podwójne Drury czy Bergen.